# 스시로
주식회사 아킨도 스시로(일본어: 株式会社あきんどスシロー, 영어: AKINDO SUSHIRO CO.,LTD.)는 일본의 회전초밥 체인점인 '스시로'를 운영하는 회사다. 본사는 오사카부 스이타시에 있다. 회전초밥 체인점 중 매출액과 점포수가 1위다.

## 특징

### 점포
스시로는 매출액으로 일본 최대의 회전 초밥 체인점이며, 연간 방문객수는 총 1억 5700만명으로 일본의 총인구를 웃돌고 있다.
지주회사 체제로 이행하고 있으며, 주식회사 FOOD & LIFE COMPANIES (푸드앤라이프 컴퍼니즈)의 완전 자회사이다.
창업 이래 38년 동안, 1접시 100엔(세금별도)을 계속하고 있었지만, 가격 개정으로 2022년 10월 이후는 100엔 초밥은 없어졌다. 현재 최저 가격은 1접시 120엔이다(세금포함).
접시 색깔에 따라 가격이 다르며, 또한 점포 입지별로 교외형, 준도시형, 도시형으로 분류하여 가격대를 변경하여 상품을 제공하고 있다.
전체 점포 중 85%를 차지하는 교외형은 기본적으로 황색이 120엔, 적색이 180엔, 흑색이 260엔이다. 또한 가격을 고정하지 않는 흰색 접시도 있다.
다만, 10%를 차지하는 준도시형 점포와 5%를 차지하는 도시형 점포는 교외형보다 비싼 가격 설정이 되어 있다.
일부 점포에서는 터치스크린으로 주문한 상품이 자리에 있는 전용 레인에 직접 도착하는 'Auto Waiter(오토웨이터)'를 도입하고 있다.
2023년 9월부터 에사카점(오사카부), 신쥬쿠 니시구치점(도쿄도), 덴파쿠 야키야마점(아이치현)의 3개 점포에 65인치 하프 사이즈의 대형 터치스크린과 레인을 융합시킨 '디지로'를 도입했다. 주문액에 따라 게임이 있으며 당첨되면 경품을 받을 수 있다. 디지로는 테이블석만 있고 카운터석은 기존 터치 패널이다.

### 시스템
스시로 공식 앱을 사용하면 포장 주문이나 가게에서 먹을 경우에도 당일부터 1개월 후까지 일시를 지정한 예약이 가능하다.
점포에 들어가면 우선 접수기의 터치스크린으로 입력을 실시한다. 사전에 스마트폰 등으로 예약한 경우 고객번호를 입력하고, 가게에서 접수할 경우 인원과 좌석 종류(카운터석 또는 테이블석)를 선택하면 안내표가 발권되므로 이 안내표에 적힌 번호 자리에 앉는다.
다만 만석으로 대기가 있는 경우에는 번호표가 발권된다. 번호가 부르면 좌석안내기로 가서 번호표를 QR코드 리더기에 찍으면 안내표가 발권된다.
주문은 테이블에 있는 터치스크린에서 한다. 일본어뿐만 아니라 영어, 중국어, 한국어를 지원하고 있다.
마지막으로 계산 버튼을 누르면 직원이 와서 먹은 접시의 수를 센다. 모든 접시 뒷면에 RFID태그가 박혀 있어 점원이 기계로 스캔하면 자동으로 접시를 셀 수 있다.
점원으로부터 받은 계산표에 적힌 바코드를 셀프 계산대의 리더기에 찍으면 금액이 나오므로 원하는 지불 방법으로 계산을 한다. 결제 방법은 현금, 신용카드, QR코드결제가 가능하다.
또한 가게에는 포장 주문용으로 자동 포장 로커(自動お持ち帰りロッカー)가 있다. 사전에 스마트폰 앱으로 주문해 가게에 있는 로커 리더기에 QR코드를 찍으면 점원과 대면 없이 상품을 받을 수 있다. 가게에서 직접 주문하고 로커에서 받을 수도 있다.

## 역사
원래는 1984년 6월에 시미즈 요시오(清水義雄)와 동생 유타카(豊)가 각각 다른 회사인 주식회사 스시타로(すし太郎)를 설립했지만, 당시 나가타니엔(永谷園)의 지라시즈시용 조미료인 스시타로(すし太郎)와 흡사하다는 소송을 당하기 직전에 스시로(すし郎)로 변경했다. 그 후, 현재의 상호 '주식회사 아킨도 스시로'로 바뀌었다.
일찍이 병립하고 있던 '아킨도'와 '스시로'의 점포 이름의 차이는 그 자취로, 상품이나 점포 컨셉에 큰 차이는 없었다.
'아킨도'에서의 전개는 긴키, 주부지방 뿐이었다. 1990년대 중반에는 주로 효고지구에서는 '스시로', 오사카시 이북(도요나카시, 스이타시 주변)에서는 '스시타로(すし太郎)', 오사카시 이남에서는 '아킨도'의 점포 이름이 존재했다.
아킨도 스시로로 통합 후, '스시타로(すし太郎)'의 점포는 2009년 6월 초순까지 모든 점포가 '스시로'로 통일되어 '아킨도'의 이름도 소멸되어 회사명에 남겨지는 형태가 되었다.
2021년 4월 1일, 주식회사 스시로 글로벌 홀딩스가 주식회사 FOOD&LIFE COMPANIES로 상호 변경하는 것과 동시에, 요시노야 홀딩스 산하에 있는 쿄타루(京樽)를 같은 날자로 매수해, 완전 자회사화했다.

## 연혁
- 1975년 7월 - 창업자 시미즈 요시오(清水義雄)가 오사카부 오사카시 아베노구 아베노스지 2쵸메에서 개인영업의 초밥집 '타이스시'를 개업. 후에 포장 초밥점도 시작.
- 1984년 6월 - 시미즈 요시오가 개인 영업의 '스시타로(すし太郎)' 1호점을 개업
- 1984년 10월 23일 - 시미즈 요시오가 주식회사 스시타로(도요나카시)를 설립
- 1988년 9월 - 시미즈 유타카가 주식회사 스시타로(스이타시)를 설립
- 1999년 8월 1일 - 주식회사 스시타로(도요나카시)가 주식회사 스시타로(스이타시)를 흡수 합병
- 2000년 12월 - 주식회사 아킨도 스시로(초대)로 상호를 변경. 오사카부 셋쓰시로 본사 기능을 이전하고 물류센터를 통합 병설
- 2005년 2월 - 오사카부 스이타시로 본사 기능 이전
- 2007년 3월 - 시미즈 유타카 등 주요 주주 3명이 주식회사 젠쇼에 주식을 매각해, 젠쇼가 최대 주주가 된다(27.22%. 후에 유니슨 캐피탈 그룹에 대한 제삼자 할당 증자에 의해 22.30%에)
- 2007년 8월 - 유니존 캐피탈 그룹 및 주식회사 교쿠요와 전략적 업무제휴
- 2008년 8월 8일 - 투자 펀드 유니슨 캐피탈 그룹에 의해 에이에스 홀딩스 주식회사를 설립
- 2008년 11월 18일 - 11월 10일까지 행해진 주식공개매수(TOB)의 결과, 에이에스 홀딩스 주식회사가 주식의 64.07%를 보유. 18.61%의 주식을 보유하고 있던 시미즈 요시오는 에이에스 홀딩스 주식회사의 주식 20%를 취득
- 2009년 5월 31일 - 에이에스 홀딩스 주식회사가 주식회사 아킨도 스시로(초대)를 흡수 합병하여 주식회사 아킨도 스시로(2대)로 상호 변경
- 2009년 6월 - 점포명을 '스시로'로 통일. 월간 매상이 첫 1위 달성.
- 2011년 3월 - 회전초밥 중 매출 일본 1위 달성
- 2011년 4월 - 해외 현지 법인(SUSHIRO KOREA, INC.)을 설립. 12월에 해외 최초로 한국 서울시에 입점
- 2012년 7월 31일 - 영국 펀드의 Permira Advisers에 의해 CEIL 재팬 주식회사를 설립
- 2012년 9월 28일 - 영국 펀드의 Permira Advisers와 전략적 업무 제휴를 체결해, CEIL 재팬 주식회사의 자회사가 된다
- 2013년 1월 1일 - CEIL 재팬 주식회사가 주식회사 아킨도 스시로(2대)를 흡수 합병하여 주식회사 아킨도 스시로(3대)로 상호 변경
- 2015년 3월 31일 - 단독 주식이전으로 지주회사인 주식회사 아킨도 스시로 홀딩스 설립
- 2015년 10월 1일 - 주식회사 아킨도 스시로 홀딩스가 주식회사 스시로 글로벌 홀딩스로 상호 변경
- 2017년 3월 30일 - 주식회사 스시로 글로벌 홀딩스가 도쿄 증권거래소 제1부에 상장. Consumer Equity Investments Limited의 주식 보유 비율이 98.5%에서 28.9%로 감소하여 모회사가 아니게 됨
- 2017년 9월 29일 - 주식회사 신메이, 겐키스시 주식회사와 자본업무 제휴계약 체결
- 2019년 6월 18일 - 주식회사 신메이 홀딩스 및 겐키스시 주식회사와의 자본업무 제휴계약 해소
- 2021년 4월 1일 - 주식회사 스시로 글로벌 홀딩스가 주식회사 FOOD & LIFE COMPANIES로 상호 변경. 요시노야 홀딩스가 보유하고 있는 쿄타루의 모든 주식을 취득해, 완전 자회사화. 주식회사 스시로 크리에이티브 다이닝이 주식회사 FOOD&LIFE INNOVATIONS로 상호 변경

## 점포
2024년 2월 기준으로 일본에 639개, 해외는 한국 9개, 대만 39개, 중국 39개, 홍콩 27개, 싱가포르 9개, 태국 20개, 인도네시아 1개 점포가 있다.
2017년 9월 시점에서 시마네현에 출점한 것으로 47개 모든 도도부현에의 출점을 달성했다.

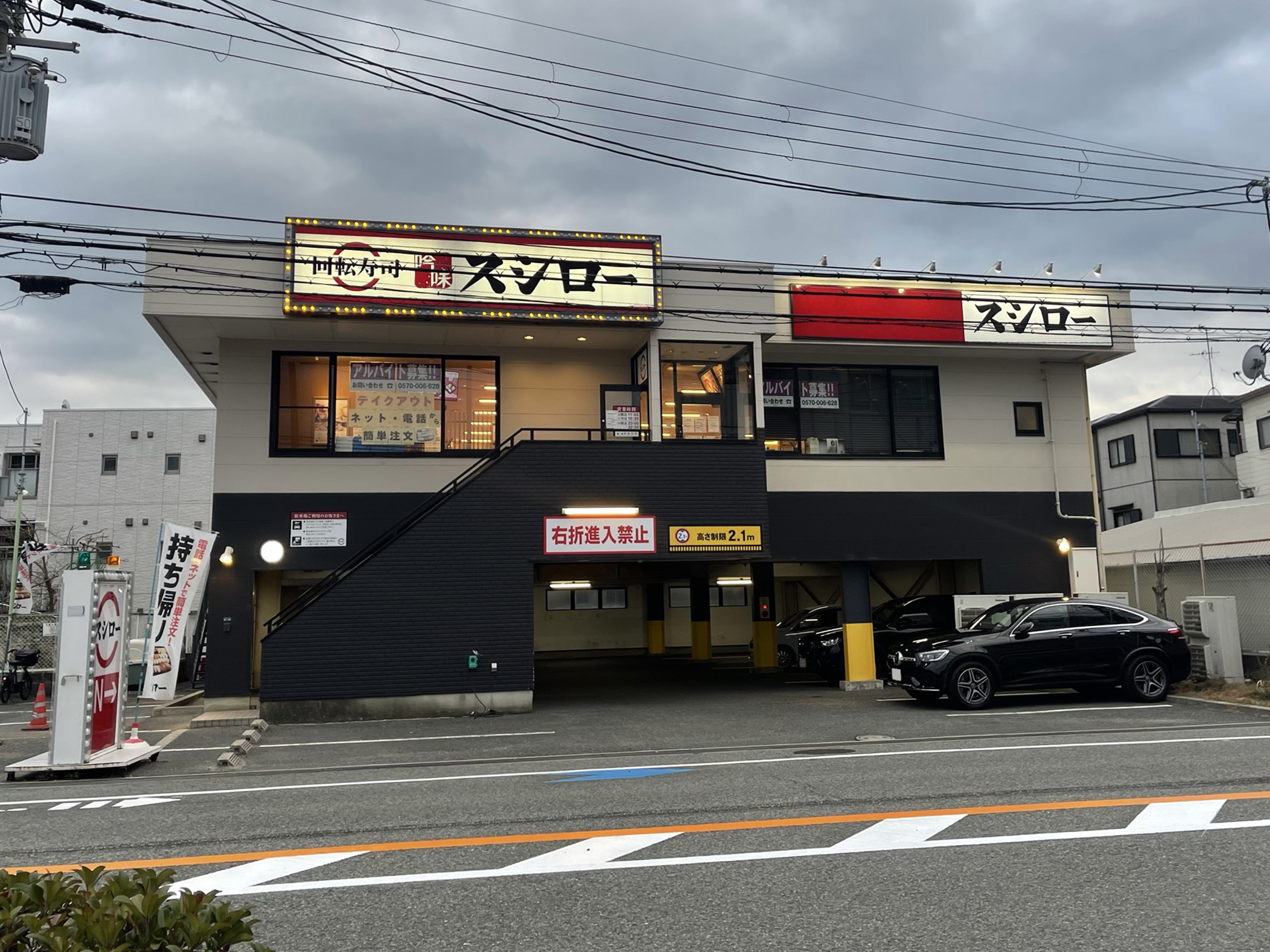
사쿠라자카점 (오사카부 도요나카시)
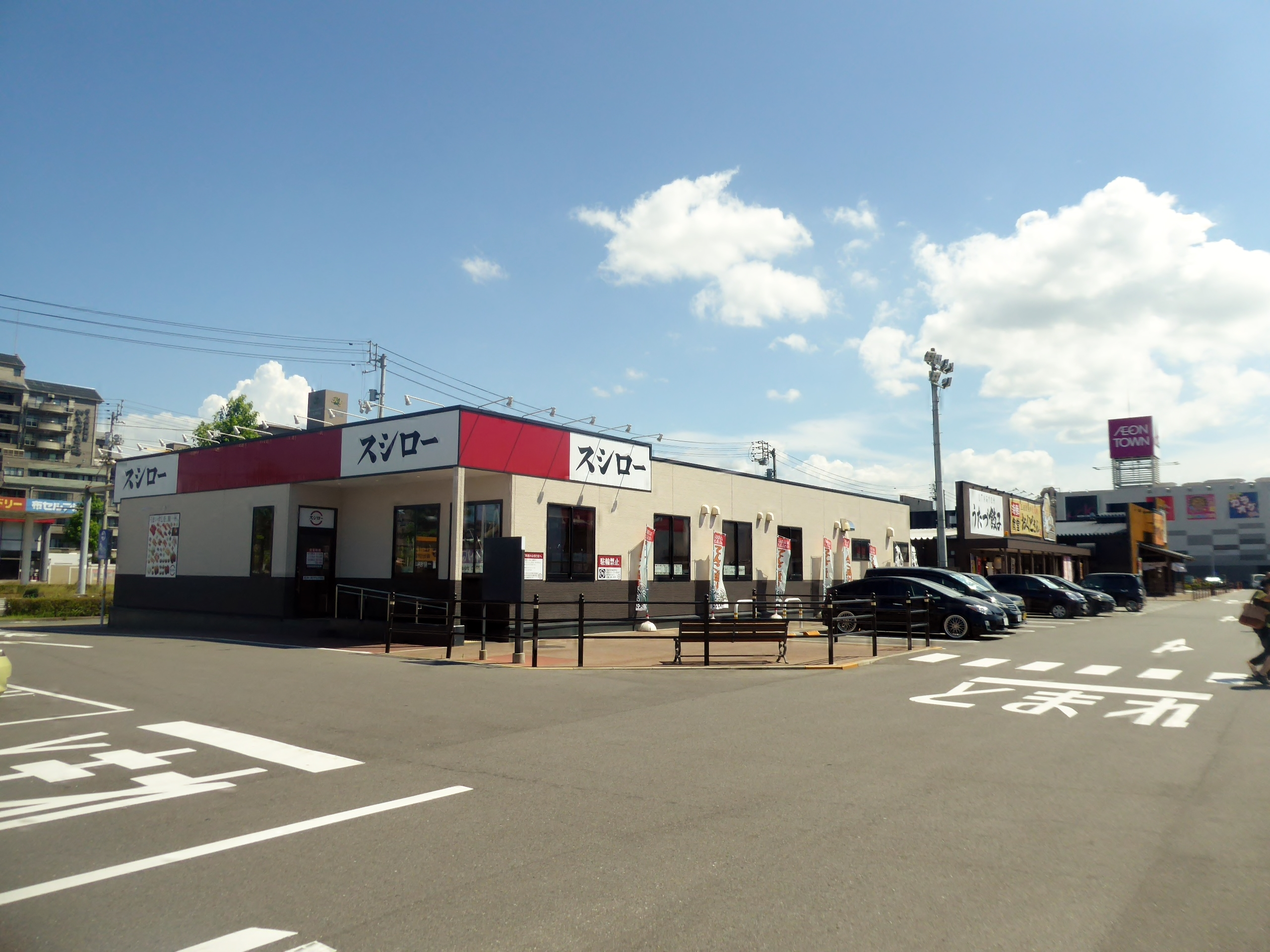
이온타운 우타즈점 (가가와현 아야우타군 우타즈초)
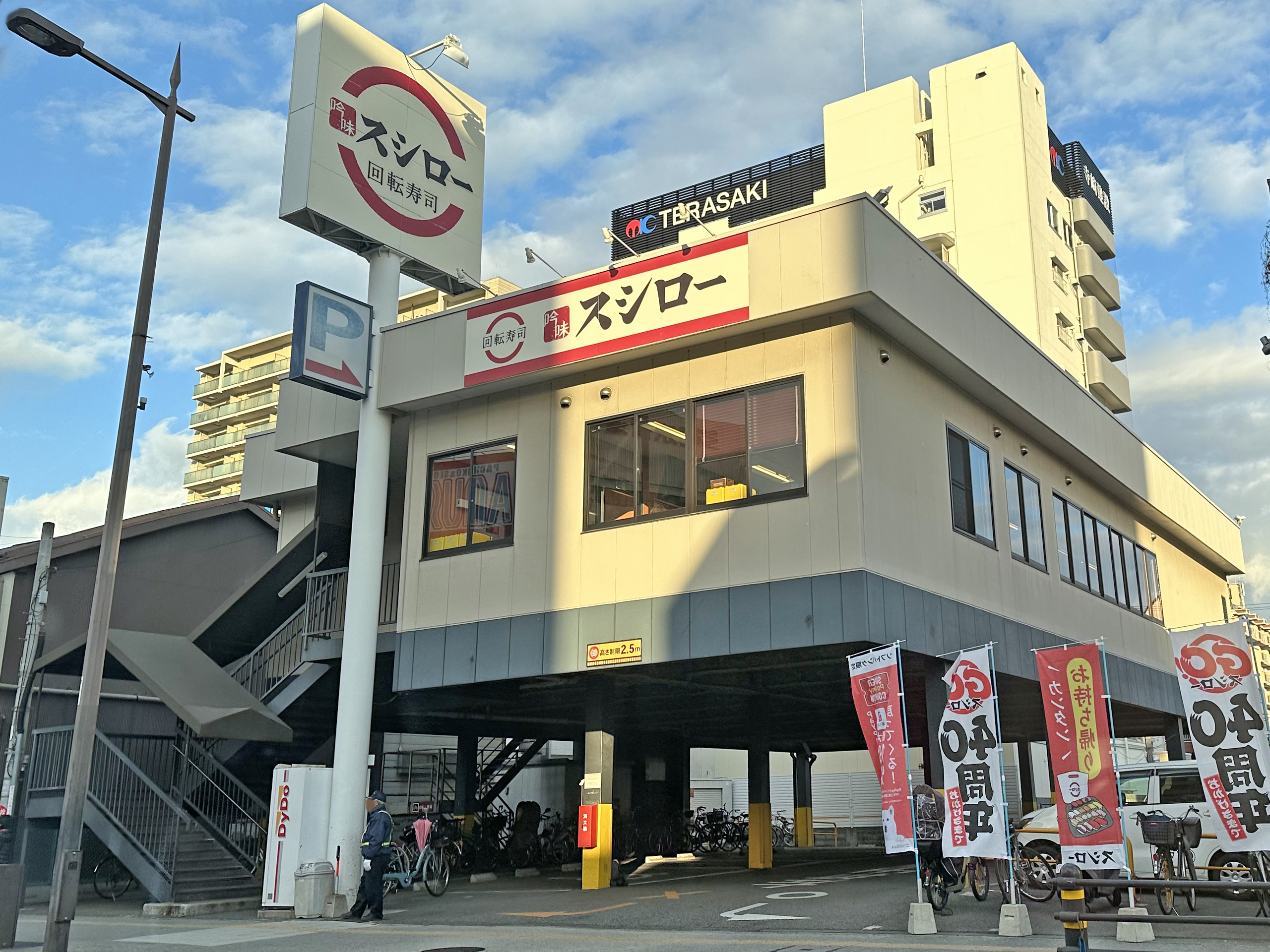
세키메점 (오사카부 오사카시 조토구)
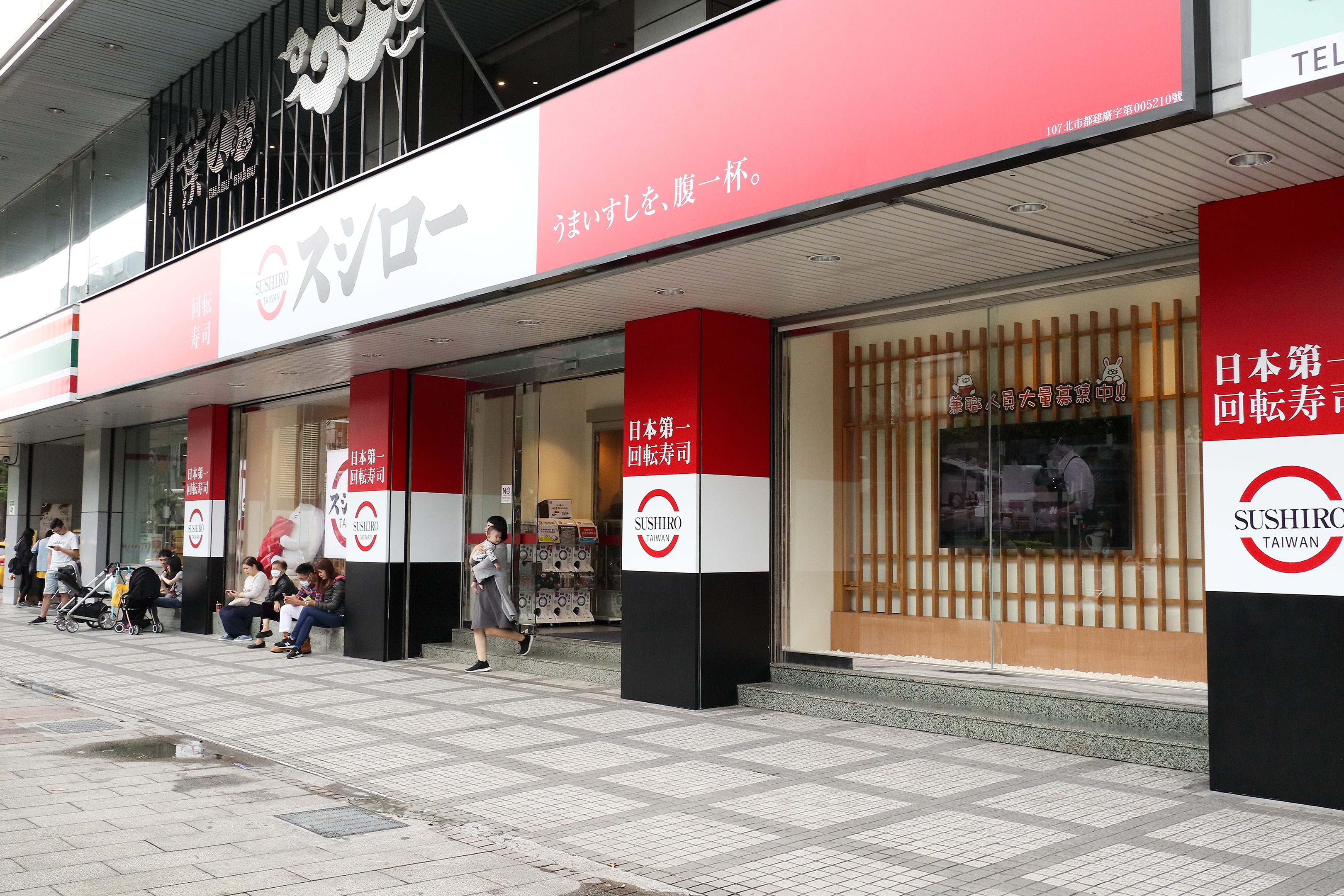
대만에 있는 스시로
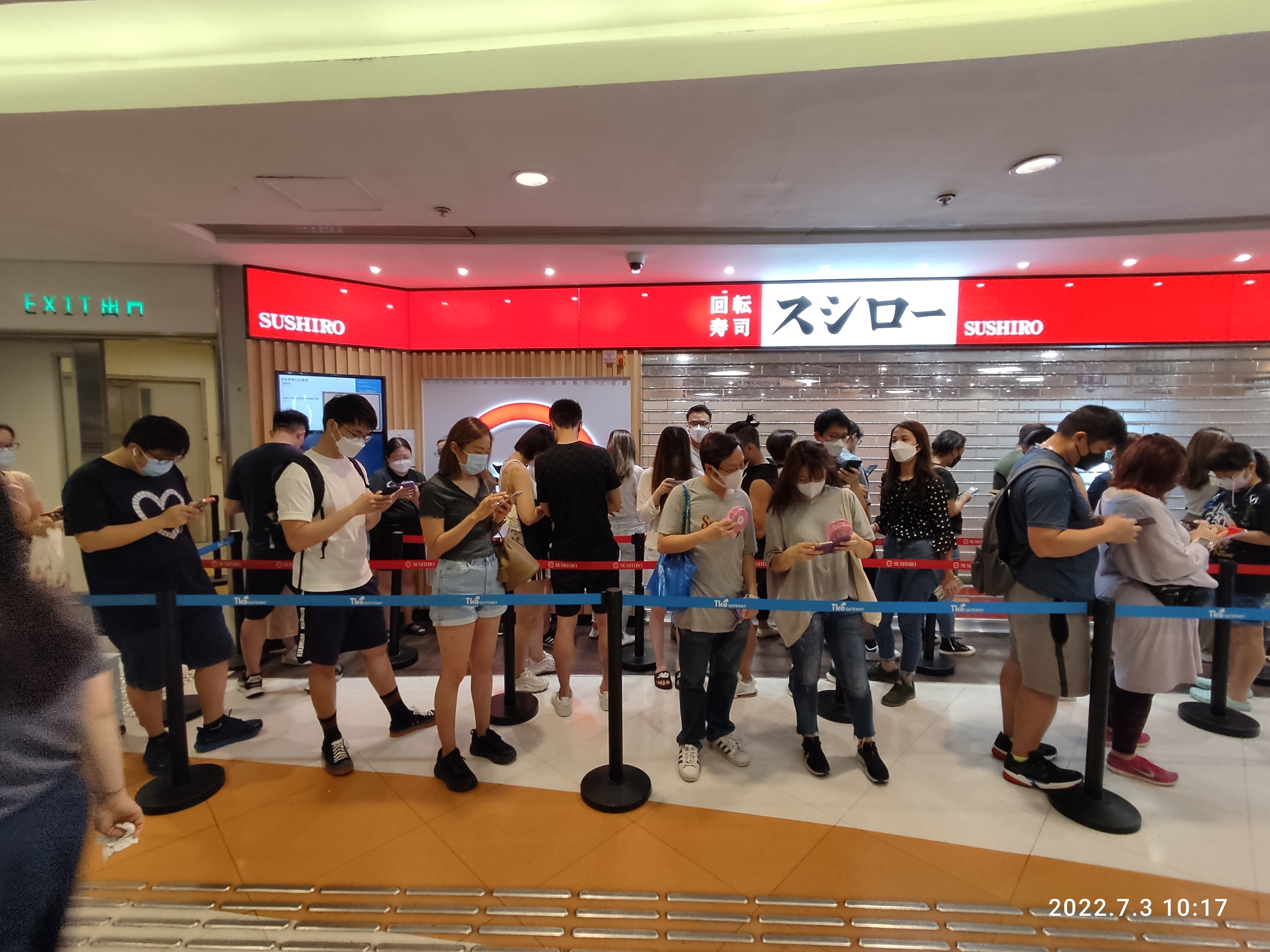
홍콩에 있는 스시로

## 갤러리

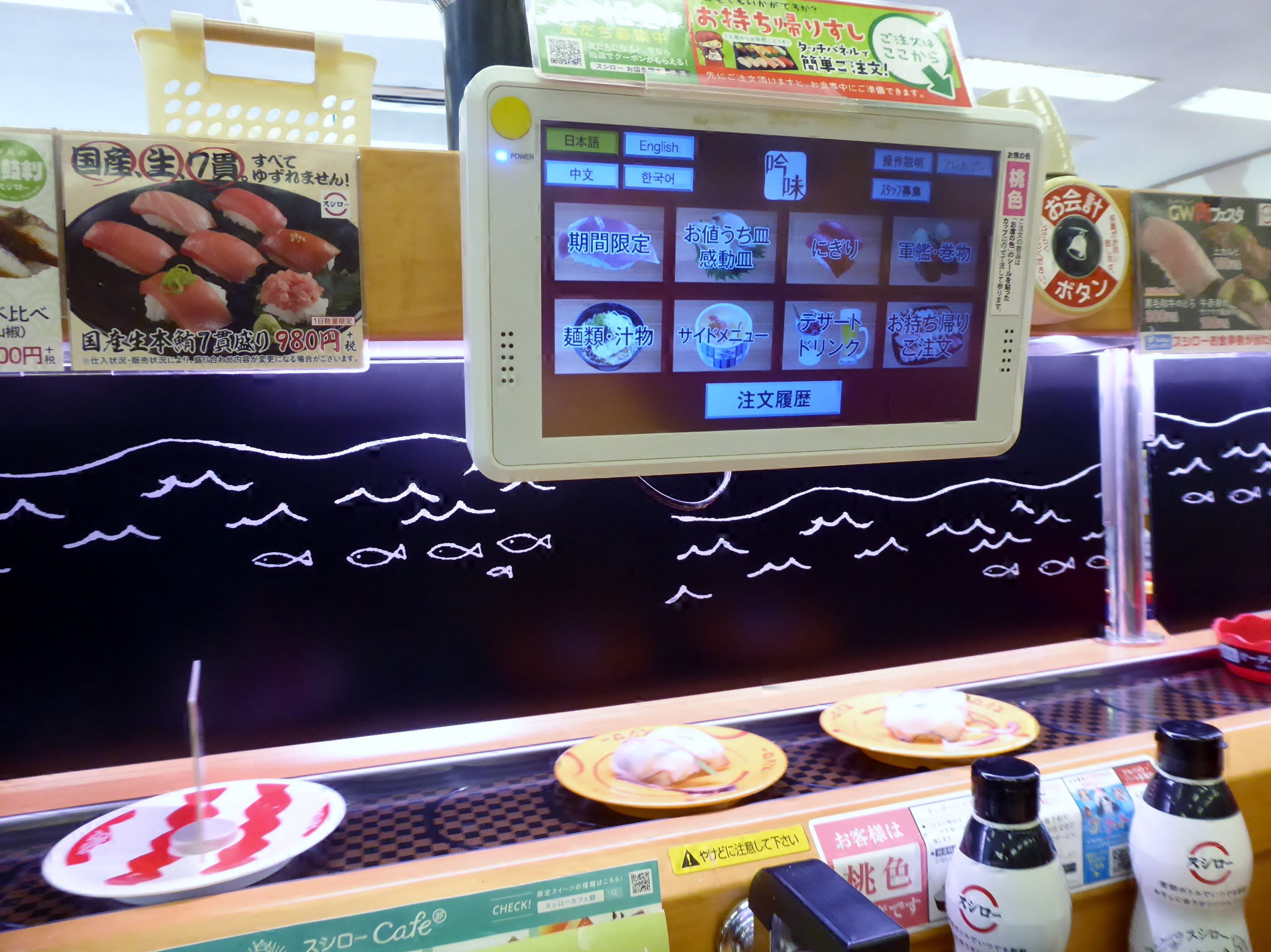
스시로의 터치 스크린
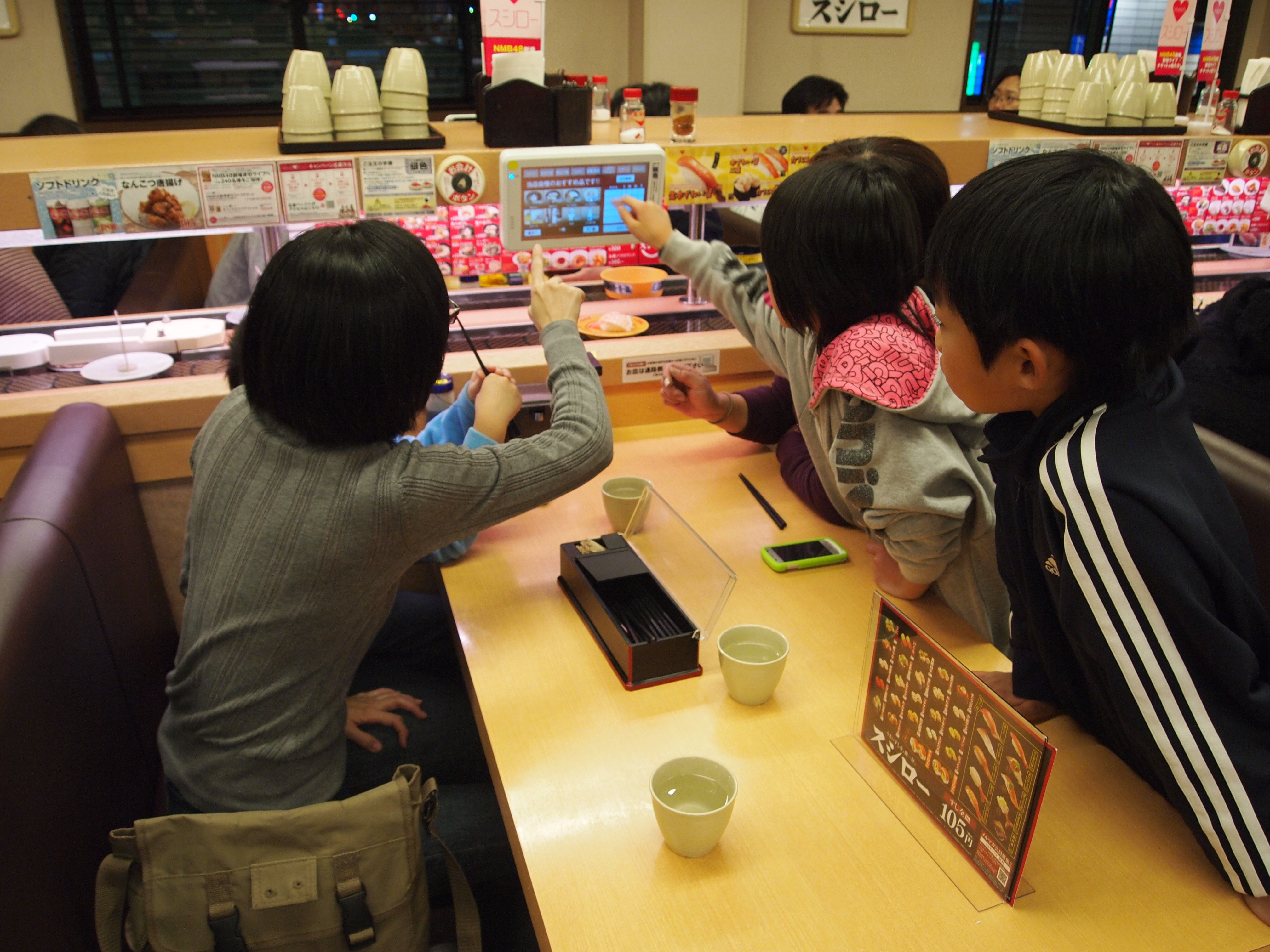
박스석
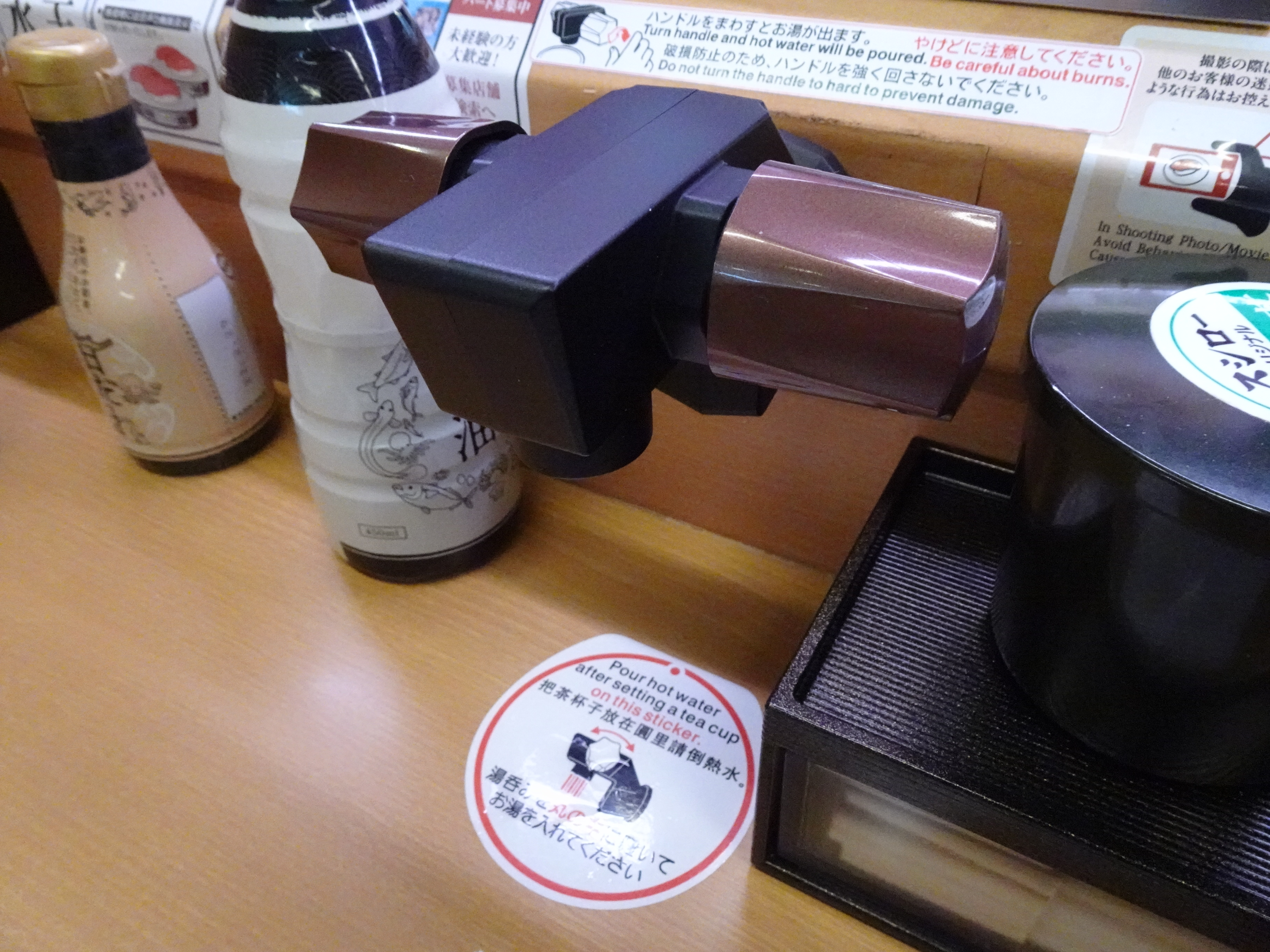
분말 녹차를 녹이기 위해 사용하는 급탕 수도꼭지. 좌우 핸들을 돌리면 뜨거운 물이 나온다.
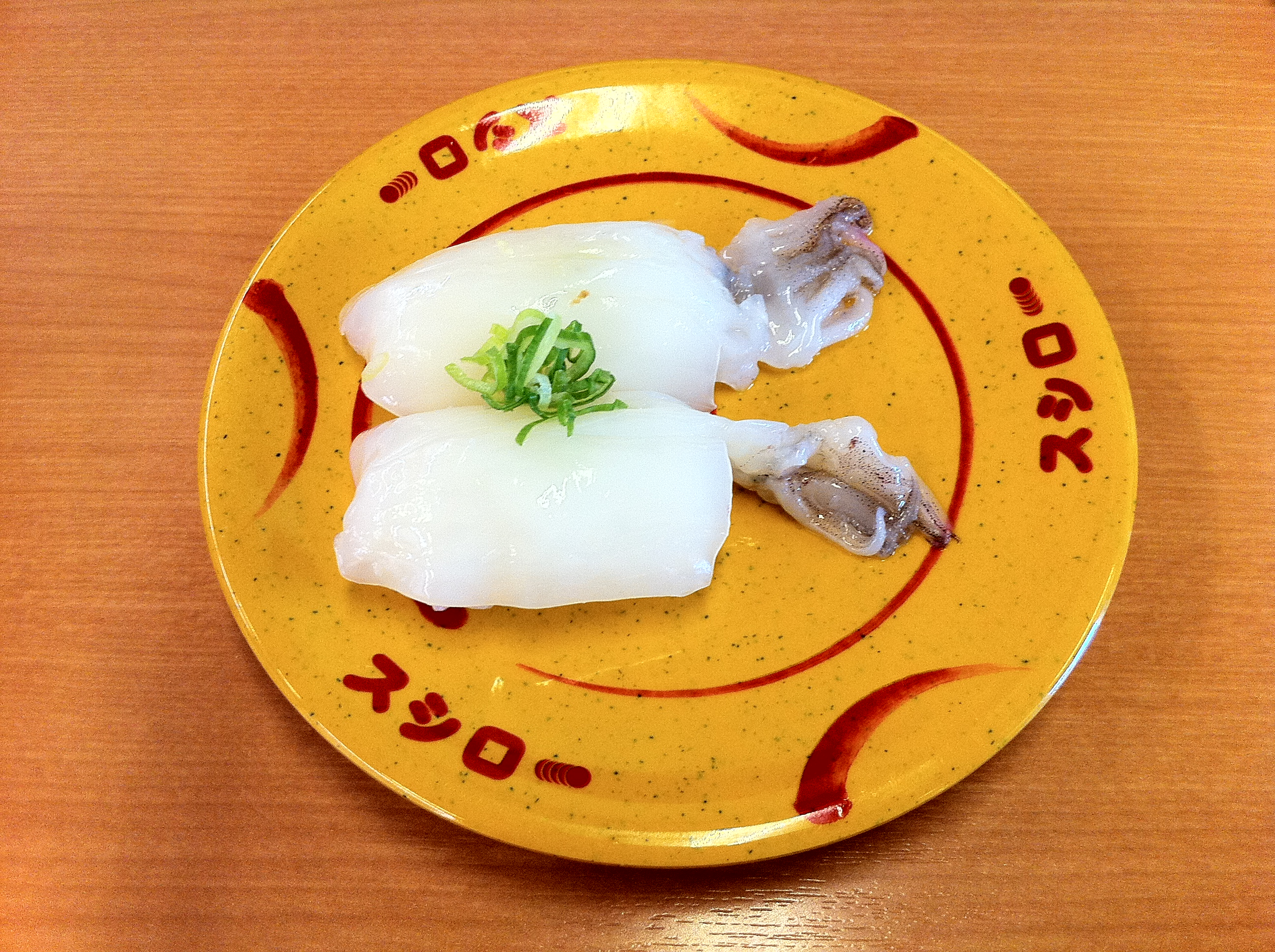
오징어 (다리 포함)
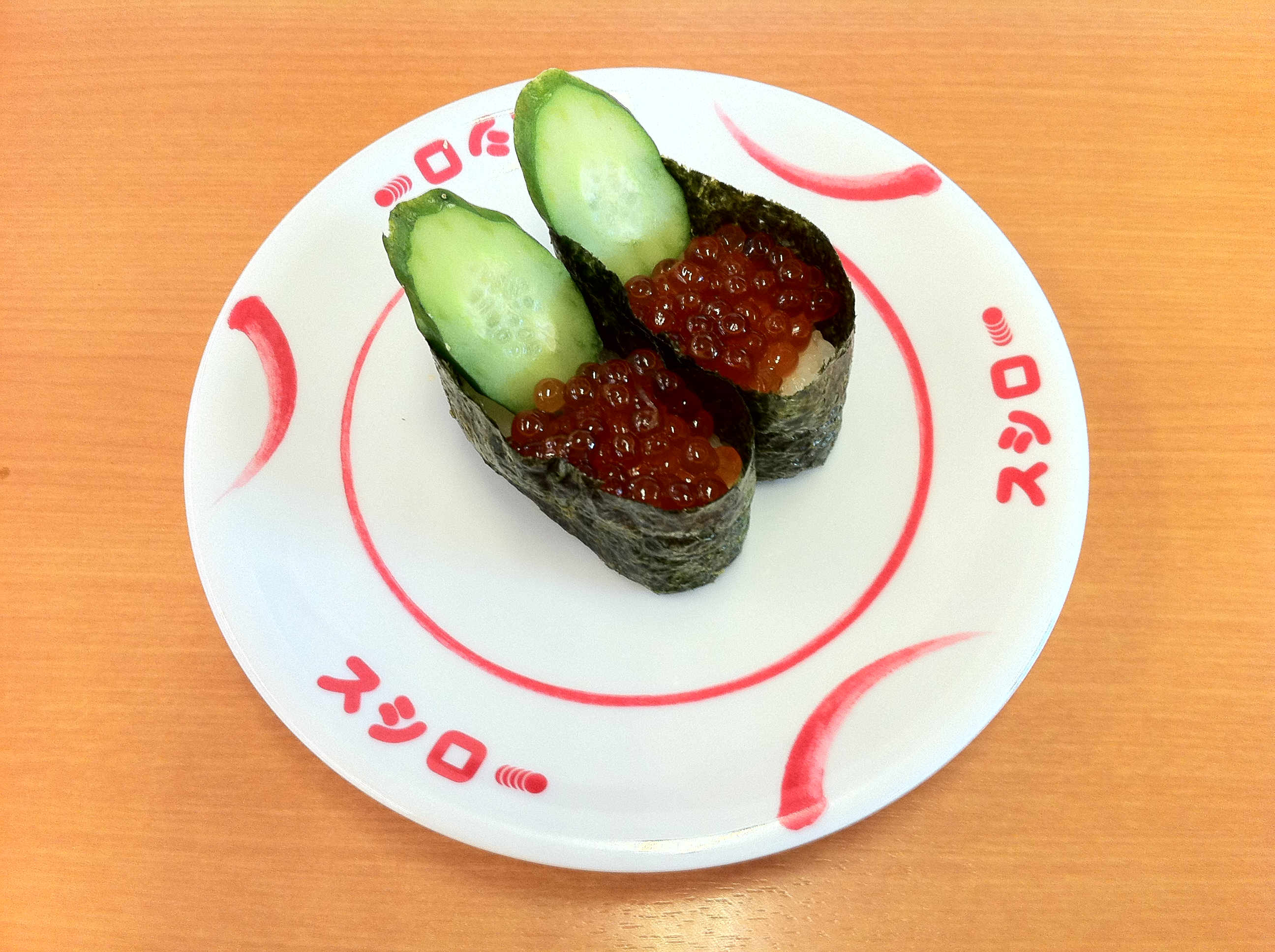
연어알
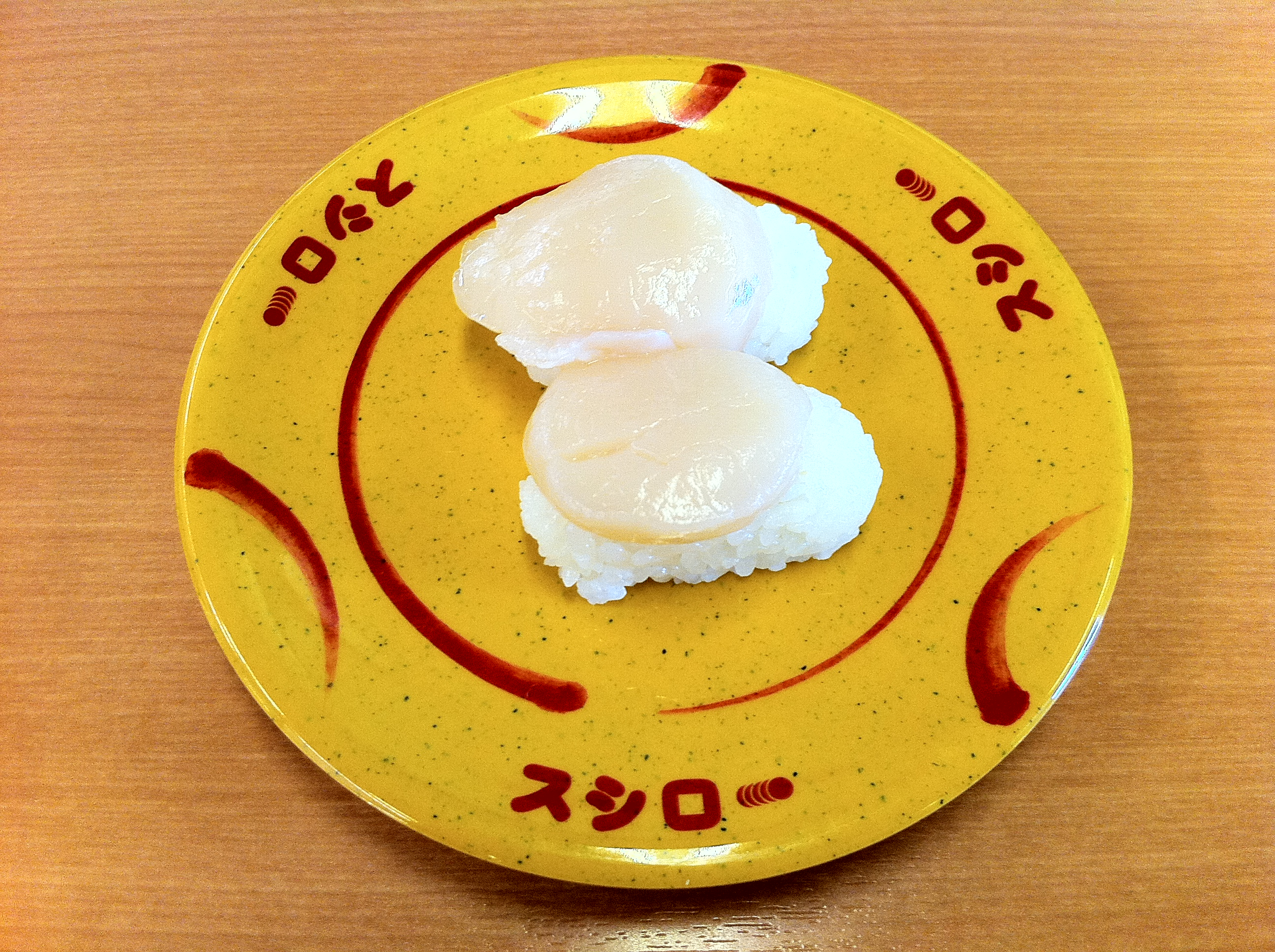
가리비
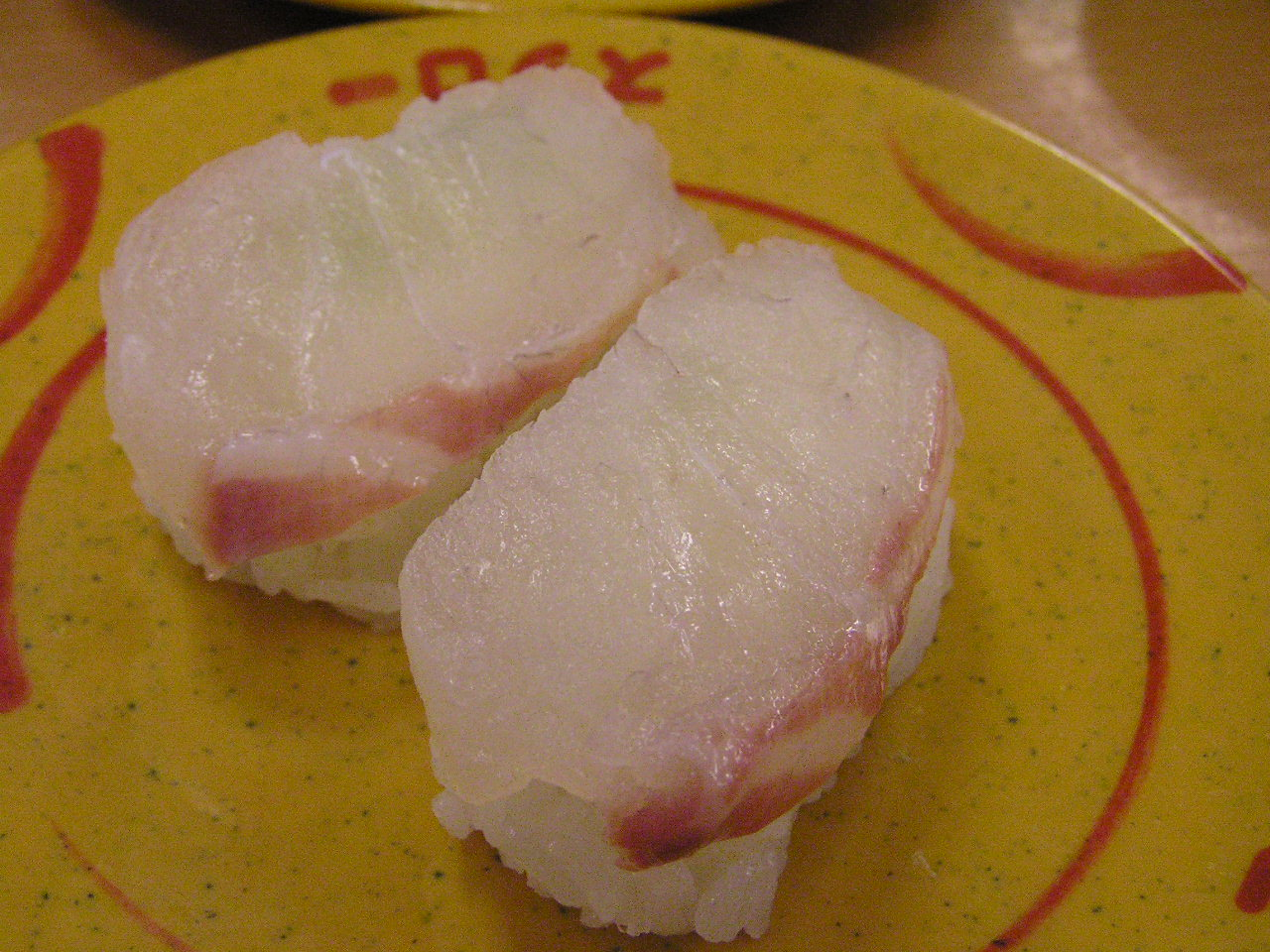
도미
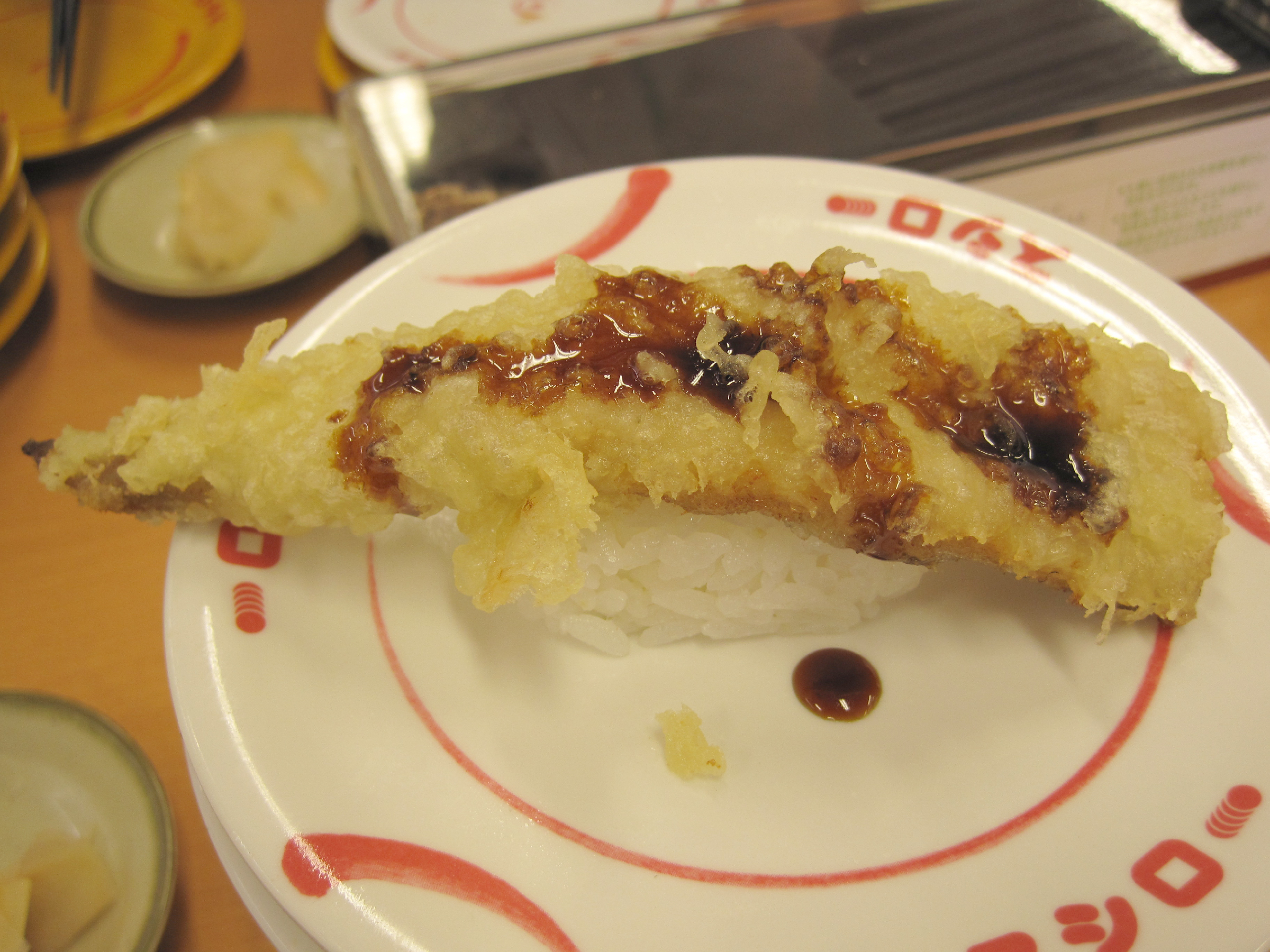
붕장어 튀김
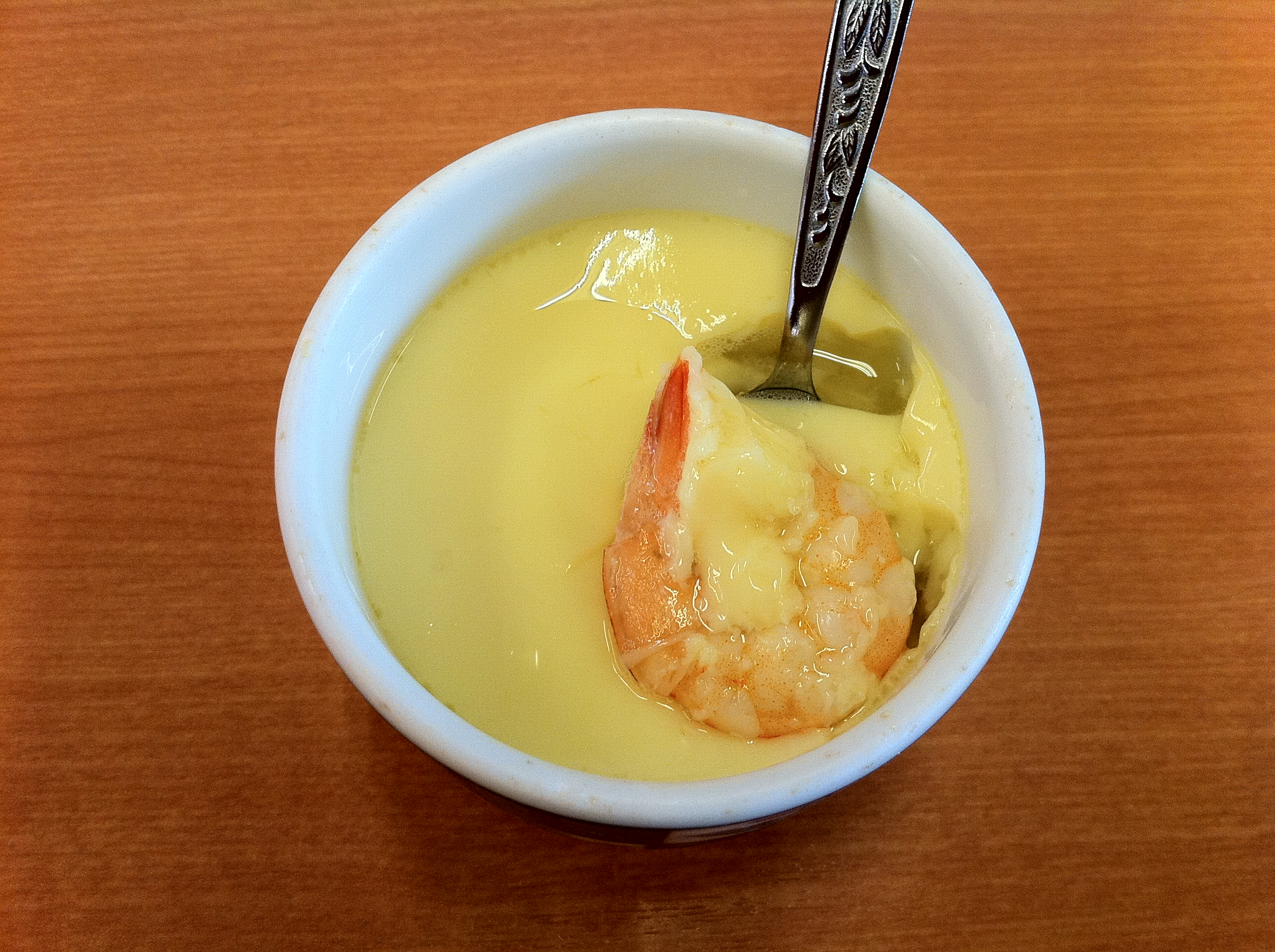
자완무시 (일본 계란찜)
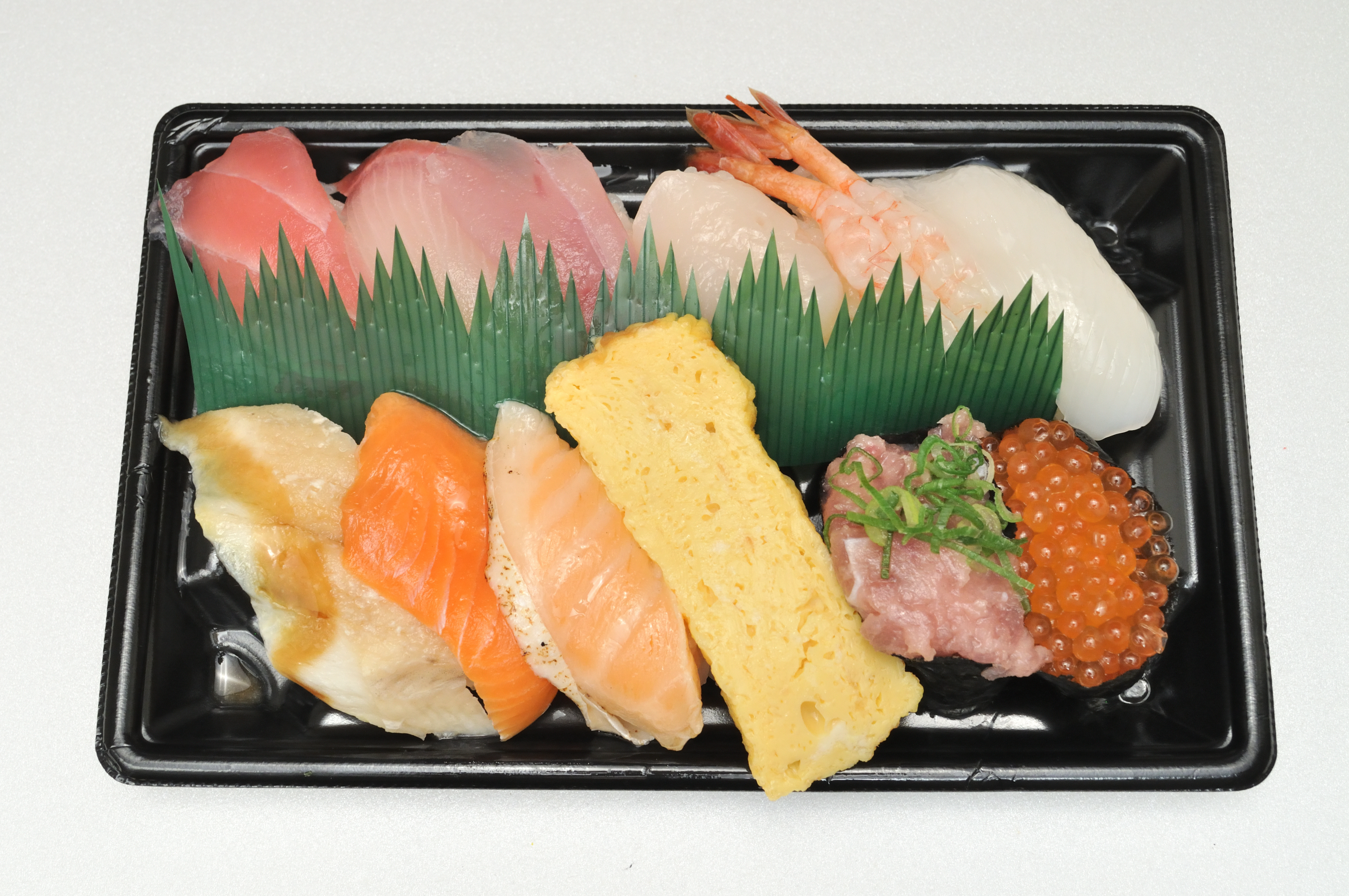
포장용 초밥

## 관련 회사
- 주식회사 FOOD&LIFE INNOVATIONS
- 주식회사 쿄타루(京樽)
- Sushiro Korea, Inc.
- Sushiro Taiwan Co., Ltd.
- FOOD&LIFE COMPANIES HONG KONG LIMITED
- Sushiro GH Singapore PTE.LTD.
- Sushiro GH (Thailand) Ltd.